# هبة زقوت
هبة غازي إبراهيم زقوت (1984-2023)، فنانة تشكيلية فلسطينية، من مواليد قطاع غزة. درَّست الفنون الجميلة في مدرسة حكوميّة وكانت منسقة مشروع بالأمل نحيا في جمعية إنقاذ المستقبل الشبابي بالتعاون مع وزارة التربية والتعليم.

## سيرتها
ولدت هبة زقوت في مدينة غزة في 18 فبراير 1984. حصلت على دبلوم التصميم الجرافيكيّ من كلّيّة تدريب غزّة عام 2003 ثم أنهت درجة البكالوريوس في الفنون الجميلة في جامعة الأقصى بغزّة عام 2007. بدأت الرسم عام 2008 كفنانة أكريليك. شاركت في العديد من المعارض المحلّيّة والدوليّة كان آخرها معرضاً بعنوان «متجذرون كشجر الزيتون» بالتعاون مع مؤسسة رواسي في غزة. لوحاتها كانت زاخرة بالألوان وتمثل فلسطين إنسانًا ومكانًا، هويّة وقضايا. وركزت أيضاً على مدينة القدس وعلى المرأة الفلسطينيّة في حالات مختلفة.
استعانت بالفنّ من أجل التعامل مع الانفعالات السلبيّة وتفريغها النابعة من تجربتها الغزّيّة مكانًا محاصرًا ومستهدفًا عسكريًّا مليئًا بالأحداث السياسيّة المولّدة للضغوطات والتحدّيات. أقامت معرضها الفردي بعنوان «أطفالي بالحجر الصحي» عام 2021.
استشهدت هي وابنها في 13 أكتوبر 2023 يوم الجمعة خلال ضربةٍ جوية نفذتها القوات الجوية الإسرائيلية على منطقتها السكنية وذلك خلال الرد الإسرائيلي على عملية طوفان الأقصى.